# Marcus Boyd
Pour les articles homonymes, voir Boyd.
Marcus Boyd, né le 3 mars 1989 à Fort Worth au Texas, est un athlète américain spécialiste du 400 mètres. 

## Palmarès

### Championnats du monde junior d'athlétisme
- Championnats du monde junior d'athlétisme 2008 à Bydgoszcz,  Pologne
  -  Médaille d'or sur 400 m
  -  Médaille d'or du relais 4 × 400 m